# Книжное колесо
Книжное колесо — вращающаяся этажерка, позволяющая человеку читать несколько книг одновременно. Книги лежат на по́лках, сохраняющих постоянный угол наклона; сами же полки перемещаются по принципу водяного колеса. Книжные колёса имели распространение в XVII—XVIII веках; их ставили в основном в библиотеках. Книги в ту пору были ценными и к тому же тяжёлыми, поэтому излишние действия по их переносу, перекладыванию, открытию и закрытию были нежелательны.
Наиболее распространённый тип книжного колеса был изобретён в 1588 году итальянским военным инженером Агостино Рамелли. Это приспособление стало одной из 195 технических конструкций, собранных Рамелли в сборнике «Le diverse et artificiose machine del Capitano Agostino Ramelli». Для того, чтобы столешницы оставались под одним и тем же углом, Рамелли использовал планетарную передачу, подобную применявшейся в астрономических часах. Сам Рамелли не создал ни одного книжного колеса в материале; его изобретение воплощали в жизнь другие мастера. Ряд изобретателей, например французский инженер Николя Гролье де Сервьер, предлагали свои варианты конструкции книжного колеса.
Агостино Рамелли позиционировал своё изобретение как изящную конструкцию, дающую возможность получить доступ к нескольким книгам, не вставая с места. Он подчёркивал удобство этого решения, в частности, для учёных, страдающих подагрой. Между тем, в оригинальном авторском чертеже нет места для стола, где можно было бы делать записи; таким образом оригинальное колесо пригодно лишь для чтения, а не для научной работы.
Книжное колесо называют одним из самых ранних в истории технических средств обработки информации и даже предтечей современной электронной книги. Действительно ли эти колёса активно использовались по назначению или они оставались скорее благородным украшением богатой библиотеки — на этот счёт есть разные мнения.
Известно о существовании 14 книжных колёс XVII—XVIII веков: по два в Праге и Неаполе, по одному в Вернигероде, Вольфенбюттеле, Гамбурге, Генте, Клостернойбурге, Кракове, Ламбахе, Лейдене, Париже и Пуэбле. В 2000-х годах историк Энтони Графтон реплицировал небольшое книжное колесо, которое использует в своём кабинете.
В России книжное колесо воссоздали молодые архитекторы из Фонда поддержки молодых дизайнеров и архитекторов «Твори!». Оно было установлено в 2014 году на книжной выставке, проходившей на Красной площади. Арт-объект путешествовал по разным библиотекам Москвы.